# Izumi Hiroya
Hiroya Izumi (sinh ngày 18 tháng 12 năm 1992) là một cầu thủ bóng đá người Nhật Bản.

## Sự nghiệp câu lạc bộ
Hiroya Izumi đã từng chơi cho Renofa Yamaguchi FC.